# (34993) Évémon
(34993) Évémon, désignation internationale (34993) Euaimon, est un astéroïde troyen jovien.

## Description
(34993) Évémon est un astéroïde troyen jovien, camp grec, c'est-à-dire situé au point de Lagrange L4 du système Soleil-Jupiter. Il présente une orbite caractérisée par un demi-grand axe de 5,154 UA, une excentricité de 0,055 et une inclinaison de 8,9° par rapport à l'écliptique.
Il est nommé en référence au personnage de la mythologie grecque Évémon, acteur du conflit légendaire de la guerre de Troie.

## Compléments